# キゲジ

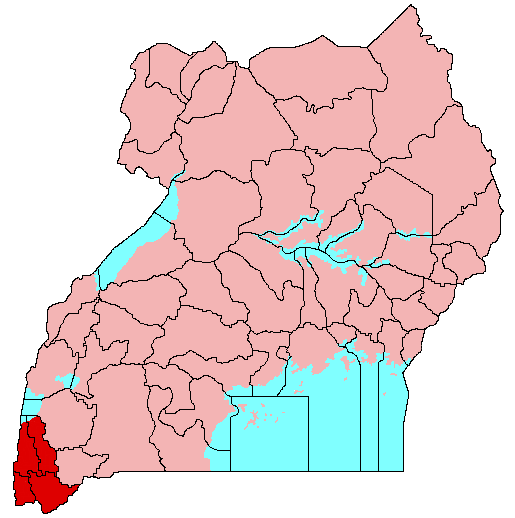
キゲジと2001年7月から2005年7月の県

キゲジ (Kigezi) はウガンダ南西部の伝統的地域。北にエドワード湖を挟みトロ王国（ルウェンズルル）、東にアンコーレ王国南にルワンダ東部州及び北部州、西にコンゴ民主共和国北キヴ州と接する。キゲジの主な住民はバントゥー系のキガ族で、最南部にフンビラ族と少数のトゥワ、北部にホロロ族が周辺国のように階層社会を形成したが、キガ族はそうでなく、雑穀などを栽培しながらウシなどを飼育する農耕社会であった。
イギリス植民地時代にブニョロとイギリス及びブガンダの戦争に巻込まれ住民にも被害が出た。イギリス及びブガンダに「解放」されるまでキゲジはブニョロの従属的地域であった。キゲジ県が置かれ、イギリスは他の地域同様にコーヒなどを商品作物として栽培させようと試みたが、この地域では食料が商品作物となった。ルワンダ紛争に伴い難民が流入した。イディ・アミン政権時代の1974年に南北に分割され、1980年に南部がカバレ県、北部がルクンギリ県に改称された。ヨウェリ・ムセベニ政権時に地方が廃止され、西部地域の一部とされた。1991年5月にカバレ県西部がキソロ県に分割された。フンビラ族はルワンダ人に等しく、キゲジはルワンダ愛国戦線のルワンダ侵攻の拠点となった。2001年7月にルクンギリ県西部がカヌング県に分割された。またキブ紛争の難民も流入した。人口密度が比較的高く、近隣地方に移住したキガ族が土地紛争などで海外に流出する例も多い。

## 脚註
1. ↑  "UGANDA: Kibale violence blamed on history and settlements", IRIN, 8 April 2002.